# Władysław Wałęga
Władysław Wałęga (ur. 17 lutego 1940 w Krakowie) – polski malarz samouk. Jego twórczość jest powiązana z surrealizmem i nadnaturalizmem. Uważany za jednego z najwybitniejszych współczesnych przedstawicieli nurtu Art Brut (w szczególności: art visionnaire). Jego prace znajdują się w zbiorach Muzeum Okręgowego w Radomiu, w Muzeum Etnograficznym w Krakowie, Muzeum Etnograficznym w Warszawie, Muzeum Śląskim w Zabrzu, Muzeum Okręgowym w Bydgoszczy, Muzeum im. Jacka Malczewskiego w Radomiu, Galerii In Commune Bonum oraz w kolekcjach prywatnych w kraju i za granicą.

## Życiorys
Urodził się w ubogiej rodzinie urzędniczej. Ojciec (Władysław Wałęga) zginął w obozie koncentracyjnym w Oświęcimiu. Miał pięcioro rodzeństwa. W czasie gdy ukrywał się jako dziecko przed gestapo, matka (Józefa z d. Kosobucka) została zatrzymana jako zakładniczka. Po wojnie trafił do sierocińca przemianowanego na dom dziecka. Uczył się różnych zawodów (kolejarz, piekarz, stolarz, konwojent, ładowacz). W 1956 roku za próbę ucieczki za granicę trafił do zakładu poprawczego. W 1964 roku po raz pierwszy został skazany na więzienie. W 1971 roku dokonał samopodpalenia na sali sądowej. W 1975 roku – na mocy amnestii wyszedł z więzienia. W 1979 roku zmarła jego matka. Wałęga trafił pod opiekę doktora psychologii Andrzeja Kowala i zaczął malować obrazy olejne. W roku 1998 artysta doznał urazu wielonarządowego, w tym urazu mózgu. W następstwie pojawiły się łagodne zaburzenia poznawcze (głównie uwagi i pamięci) oraz zmiana stylu malowania. Rehabilitowany przez wiele lat ze znakomitym efektem końcowym przez prof. Marię Pąchalską nie tylko wyzdrowiał, ale stał się wzorem artysty dla wielu innych chorych po urazach mózgu. Jego prace są opisywane w podręcznikach światowej neurologii. Od kilku lat współpracuje z Polskim Towarzystwem Neuropsychologicznym i w czasie krajowych i międzynarodowych kongresów tego towarzystwa organizuje wystawy swoich obrazów. Za tę działalność został wyróżniony najwyższymi wyróżnieniami nadawanymi przez to towarzystwo – Virtuti Medicinali 2012 oraz Copernicus Prize 2017. 
W 2021 roku został uznany trzecią osobowością w kategorii kultura rankingu Gazety Krakowskiej.

## Wybrane wystawy indywidualne
- 1976: Ośrodek Kultury Kraków Podgórze & Państwowy Szpital im. J. Babińskiego Kraków
- 1982: Stara Prochownia Warszawa
- 1985: Muzeum Okręgowe Radom
- 1987: Nowohuckie Centrum Kultury Kraków[9]
- 1999: Galeria Stańczyk – Malarstwo W. Wałęgi Kraków[10]
- 2000: Galeria Sienna 5 – Krakowska Fundacja Hamlet – wystawa malarstwa Kraków
- 2004: Galerie d’Art – Naif – Władysław Wałęga – Malarstwo Kraków[11]
- 2008: Wystawa retrospektywna "Lądowanie Wyobraźni" – Malarstwo Władysława Wałęgi Radom[12][13]
- 2013: Kamieniołom im. JPII Kraków[14]
- 2014: Byt niebytu – Galeria Sztuki Pogranicza – Muzeum Śląskie – Katowice
- 2015: Obrazy wyobraźni – Kujawsko–Pomorskie Centrum Kultury & Galeria ICB – Bydgoszcz[15][16]
- 2017: Obrazy wyobraźni 2 – Związek Polskich Artystów Plastyków Gdańsk[17][18],

## Wybrane wystawy zbiorowe
- 1976: Ośrodek Kultury – Podgórze – Kraków
- 1983: Galeria Twórców Sztuki Ludowej i Nieprofesjonalnej – Szentendnek – Budapeszt – Węgry
- 1985: Muzeum Okręgowe – "Talent pasja intuicja" – Radom
- 1986: Sztuka nieprofesjonalna ze zbiorów Muzeum Okręgowego w Radomiu – Toruń
- 1987: I triennale Art. Brut – Legnica
- 1987: Polska Sztuka Nieprofesjonalna – Lwów
- 1987: Polska Sztuka Nieprofesjonalna – Bratysława
- 1990: II Międzynarodowy Festiwal Sztuki Nieprofesjonalnej – Paryż
- 1993: Państwowa Galeria Sztuki – "Przerażenie i ukojenie" – Płock
- 1993: Festiwal Bardzo Szczególnych Sztuk – Katowice
- 1993: Samotne wyspy wyobraźni – Einsame Traumwelten – Niemcy
- 1994: Światowe Triennale Sztuki Innej Insita – Bratysława
- 2001: Artyści Galerii Pod Czwórką – Lublin
- 2002: Impresje artystyczne – Kraków
- 2002: "Blind walk" – Kolonia Niemcy[19]
- 2013: Galeria Sztuki – Włocławek[20].
- 2013: Muzeum Płock[21]
- 2013: Muzeum Nikifora w Krynicy Zdroju oddział MO w Nowym Sączu – Sztuka Art Brut ze zbiorów Muzeum im. Jacka Malczewskiego w Radomiu – 18.10.2013[22]
- 2015: Państwowa Galeria Sztuki Sopot[23][24]
- 2016: Państwowe Muzeum Etnograficzne Warszawa[25]
- 2018: Wystawa "Sztuka zwana naiwną" Miejska Galeria Sztuki, Galeria Willa Łódź[26]
- 2019: Wystawa "Dwa bieguny polskiego surrealizmu i realizmu magicznego – Ronowski\Wałęga" Warszawa
- 2020: Wystawa "Między Niebem a Ziemią", Stacja Badawcza Outsider Art, Kraków[27]
- 2021: "Oblicza Art Brut", Kujawsko-Pomorskie Centrum Kultury w Bydgoszczy

W latach osiemdziesiątych był uczestnikiem plenerów malarskich i wystaw na Węgrzech, w Brukseli, Niemczech, Belgii.

## Nagrody i wyróżnienia
- 1983: Stypendium – Ministerstwa Kultury i Sztuki – 9 marca 1983
- 1993: Nagroda Festiwalu Bardzo Szczególnych Sztuk (Very Special Arts Festival)- 6 grudnia 1993 Katowice
- 1998: Ocean Wyobraźni – wyróżnienie – Kraków
- 2002: Warsztaty malarskie Fundacji Hamlet – wyróżnienie – Kraków
- 1. Ogólnopolski konkurs malarski im. Teofila Ociepki – II nagroda – data ekspozycji: listopad 1996[28]
- 2. Ogólnopolski konkurs malarski im. Teofila Ociepki – wyróżnienie – data ekspozycji: październik – listopad 1998[29]
- 3. Ogólnopolski konkurs malarski im. Teofila Ociepki – II nagroda – data ekspozycji: październik – listopad 2000[30]
- 6. Ogólnopolski konkurs malarski im. Teofila Ociepki – I nagroda – data ekspozycji: październik – listopad 2006[31]
- 7. Ogólnopolski konkurs malarski im. Teofila Ociepki – II nagroda – data ekspozycji: listopad – grudzień 2008[32]
- 8. Ogólnopolski konkurs malarski im. Teofila Ociepki – nagroda – data ekspozycji: listopad – grudzień 2010[33]
- 9. Ogólnopolski konkurs malarski im. Teofila Ociepki – wyróżnienie – data ekspozycji: styczeń – luty 2013[34][35]
- 10. Ogólnopolski konkurs malarski im. Teofila Ociepki – wyróżnienie – data ekspozycji: styczeń – luty 2015[36][37]
- 11. Ogólnopolski konkurs malarski im. Teofila Ociepki – wyróżnienie – data ekspozycji: sierpień – wrzesień 2016[38]
- 12. Ogólnopolski konkurs malarski im. Teofila Ociepki – wyróżnienie[39] – data ekspozycji:maj – czerwiec 2019

## Filmografia
- Za szklaną szybą – film dokumentalny – 1981 – realizacja – ośrodek tv warszawskiej – reżyser – Justyna Ziółkowska
- Lądowanie wyobraźni – film dokumentalny – 1987 – realizacja – ośrodek tv warszawskiej – reżyser – Justyna Ziółkowska
- Sztuka ludowa i naiwna – Władysław Wałęga – film dokumentalny – 2007[40]
- Transgresje Władysława Wałęgi – film dokumentalny, premiera 10 grudnia 2014, Realizacja – Ewa i Bartosz Toboła[41]. Film nagrodzony Brązowym Sercem (III miejsce) na 17. MFFN "Kochać człowieka" w Oświęcimiu[42]

## Przykładowe prace

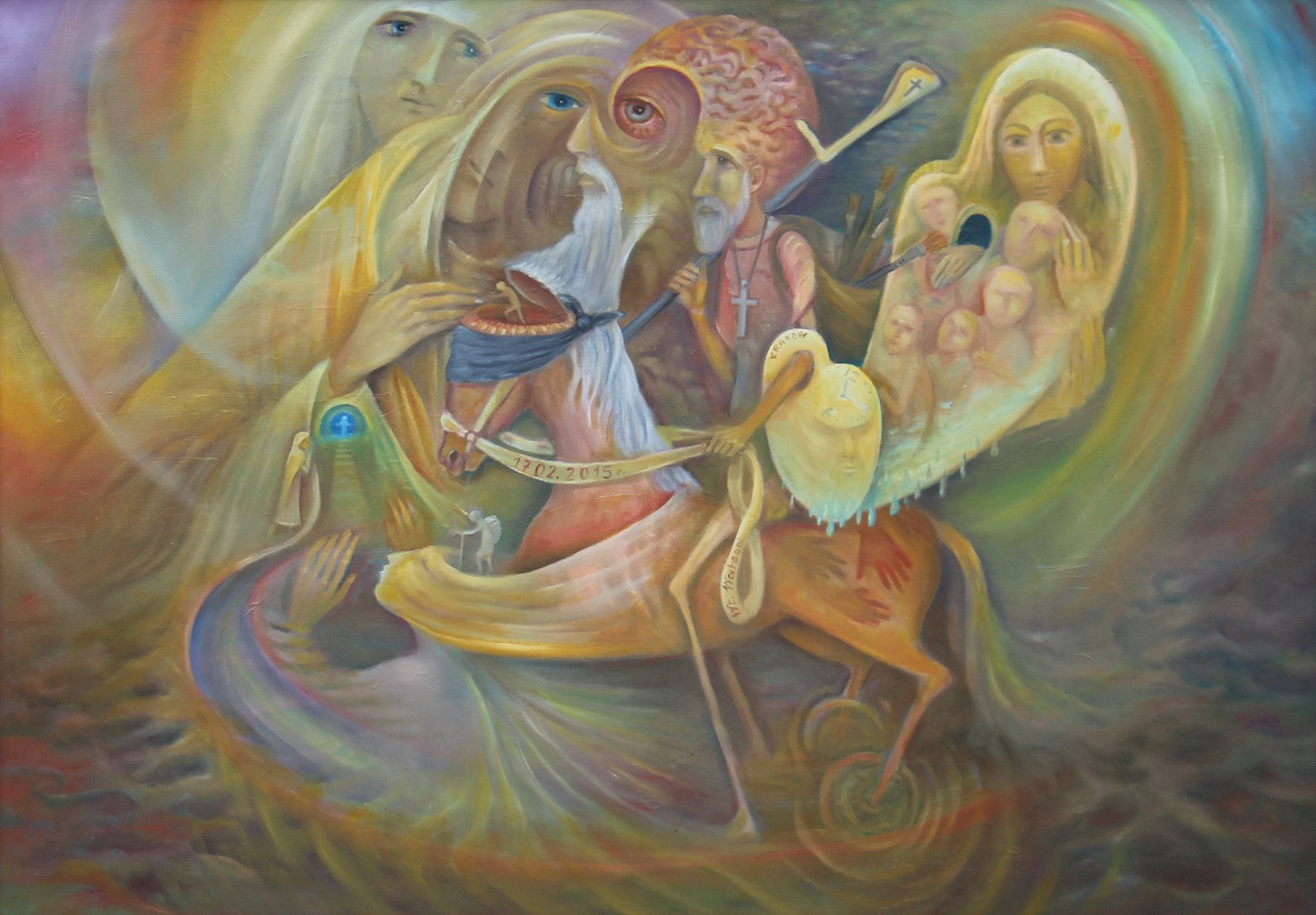
Bez tytułu
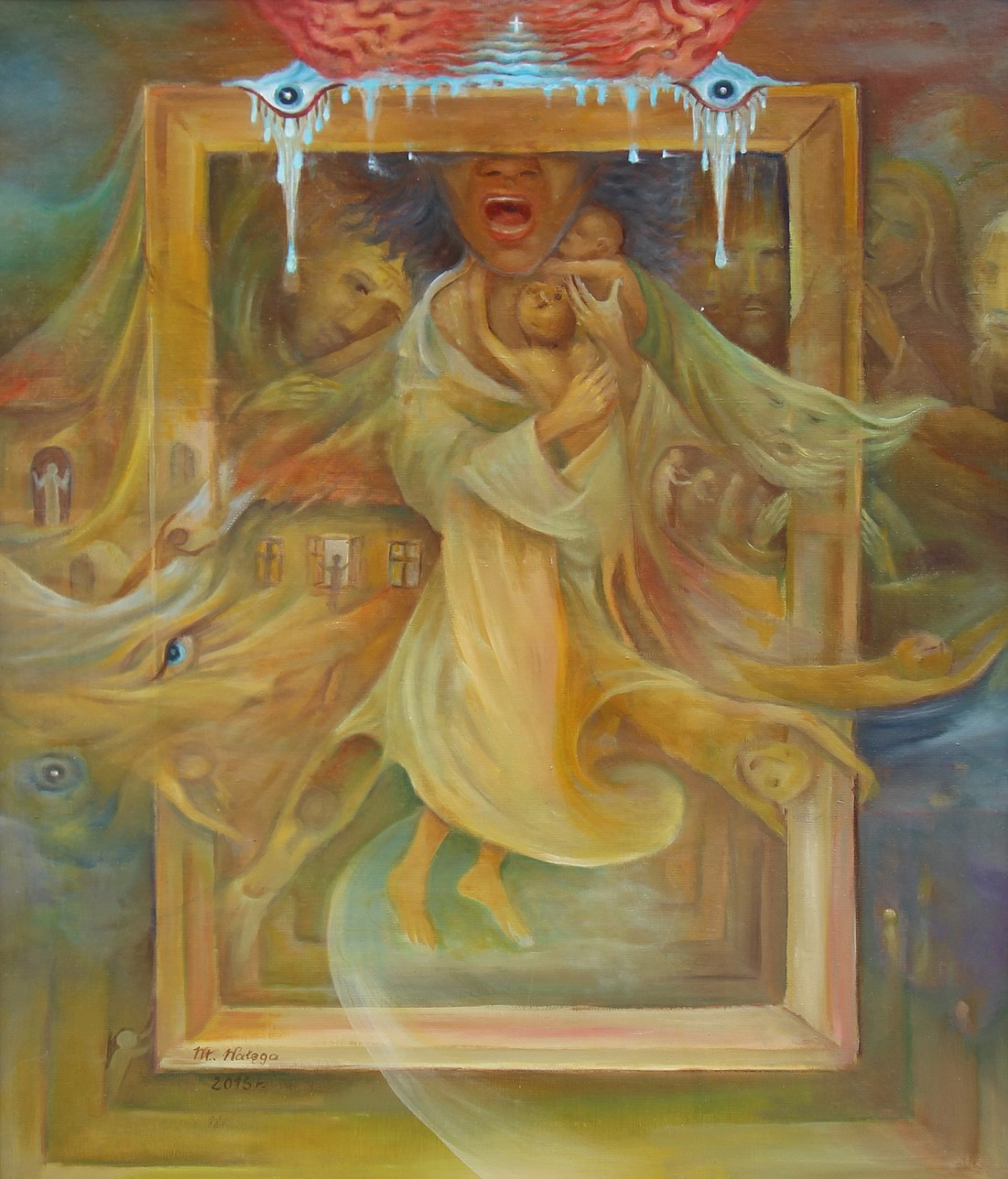
"Żywioł"
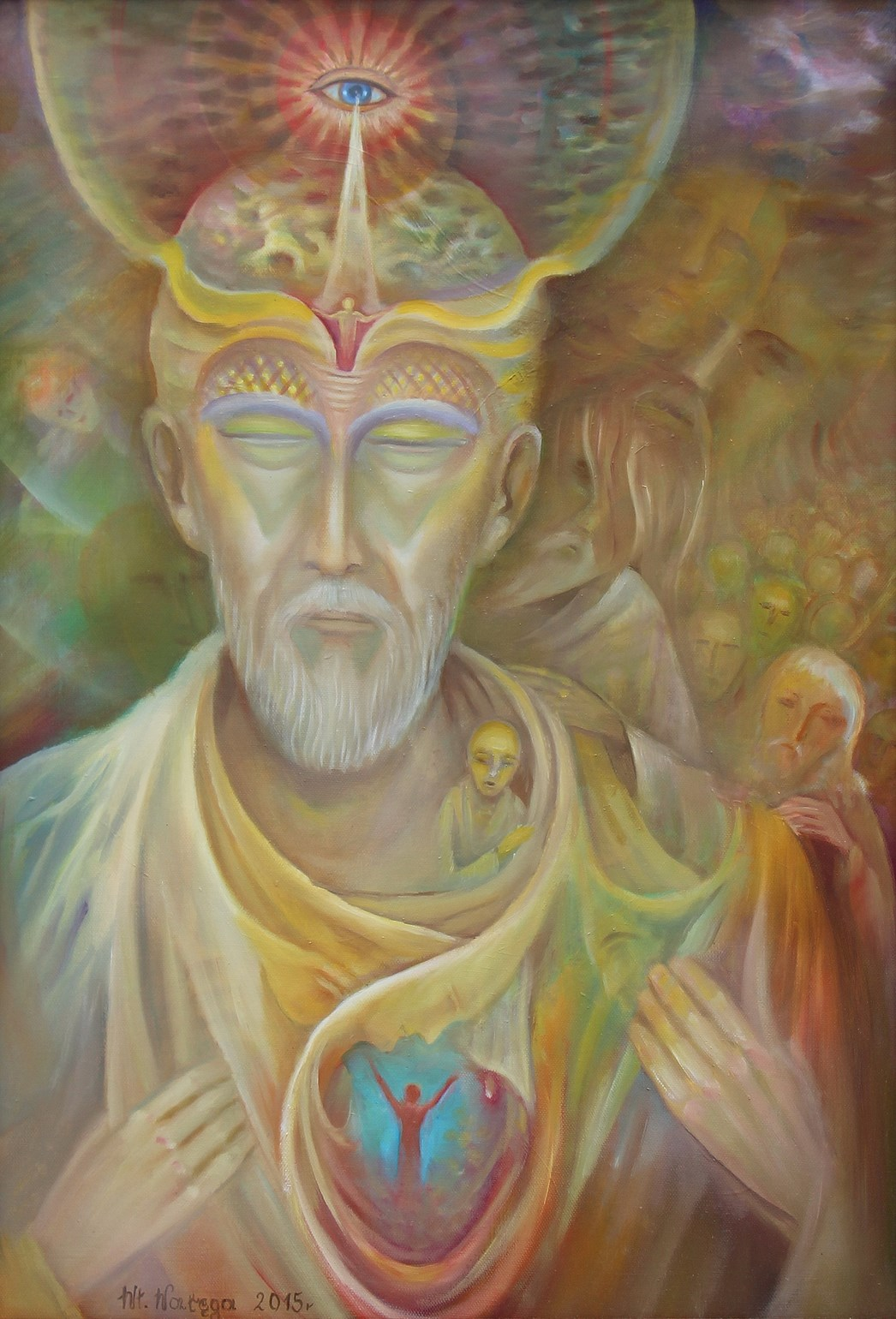
Bez tytułu
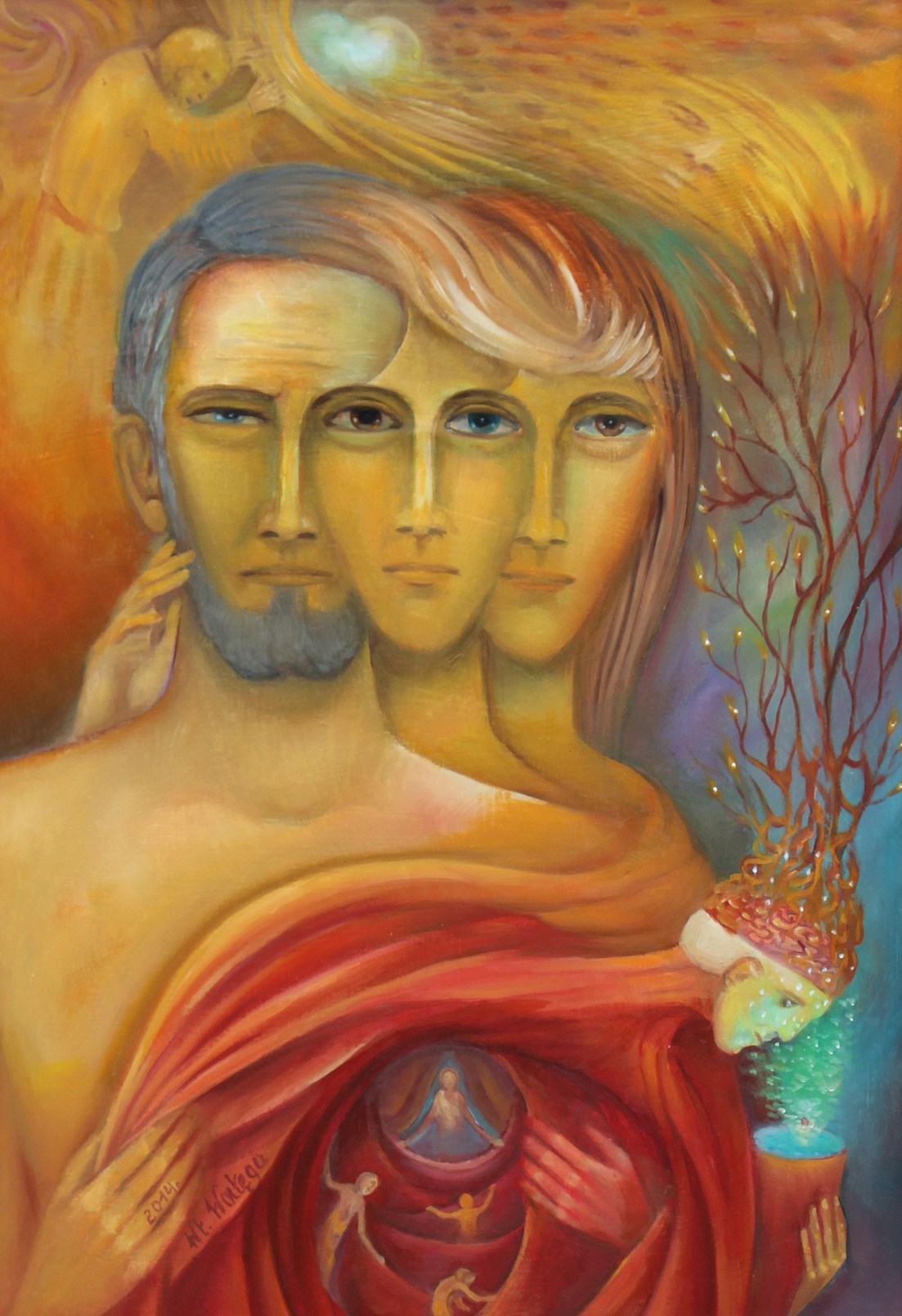
"Spojrzenie w dal"
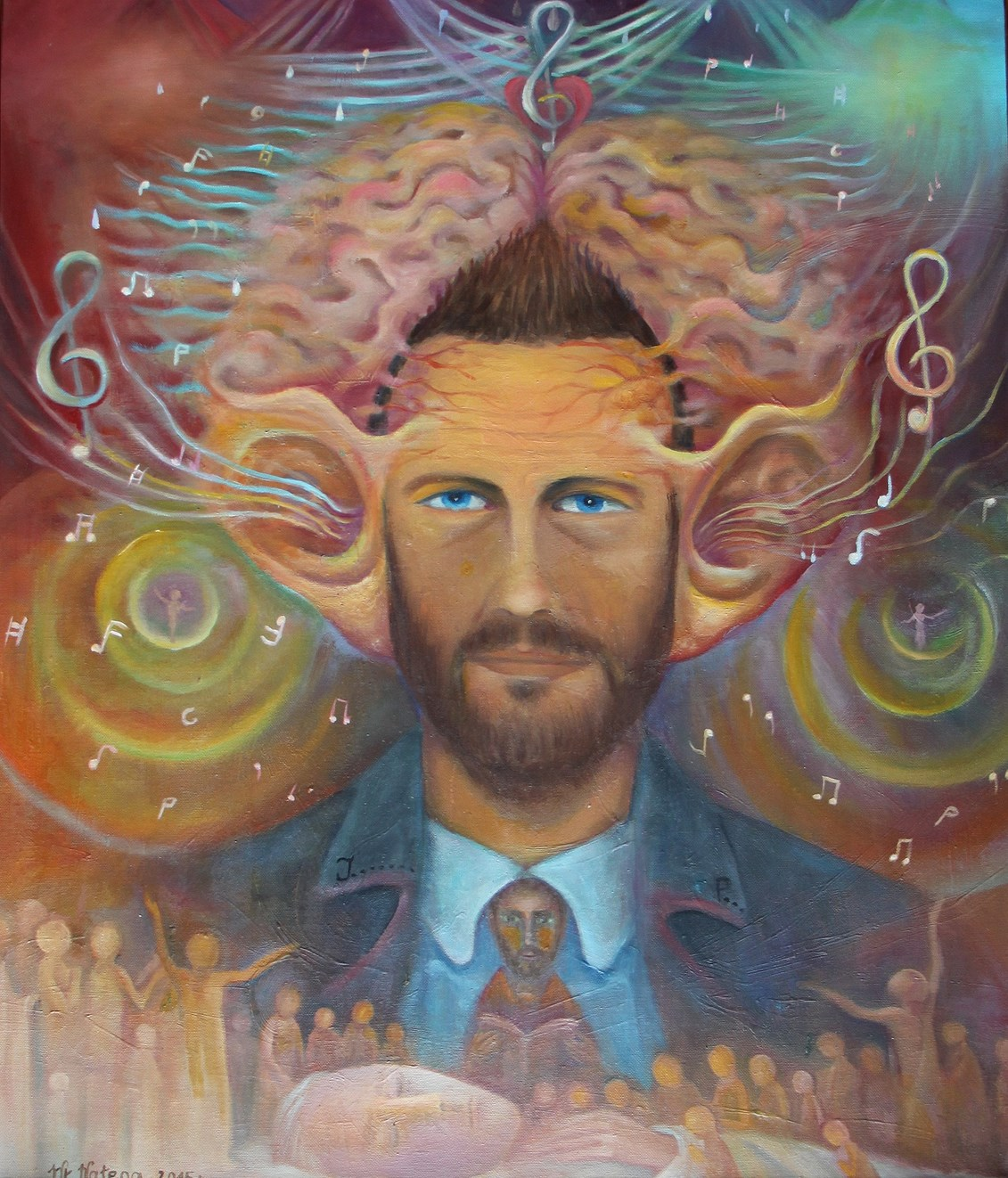
Portret Jarosława Pijarowskiego
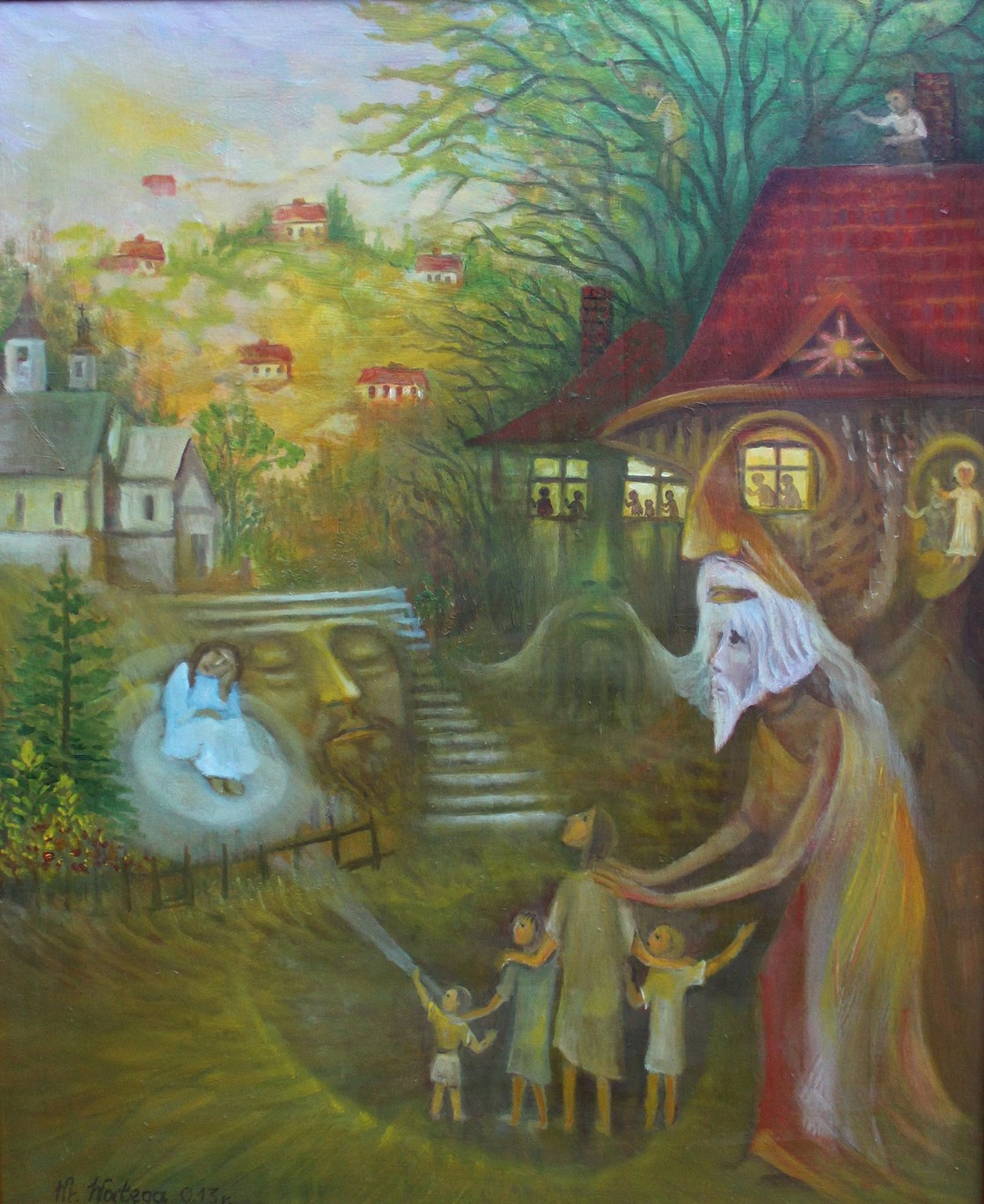
Bez tytułu
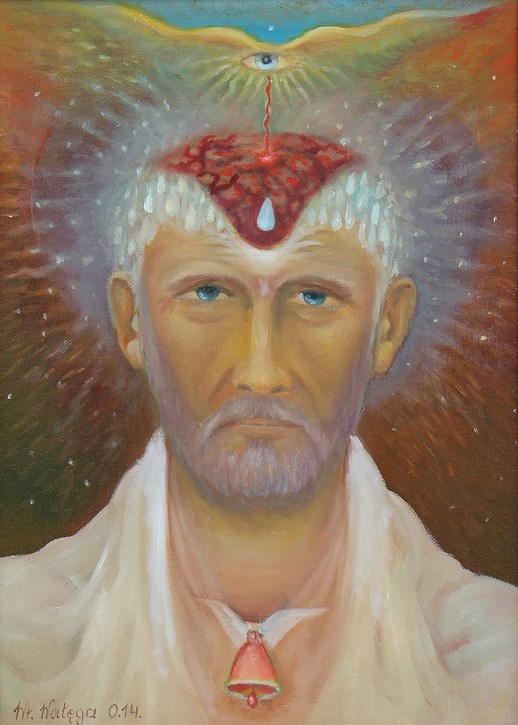
Autoportret W. Wałęgi
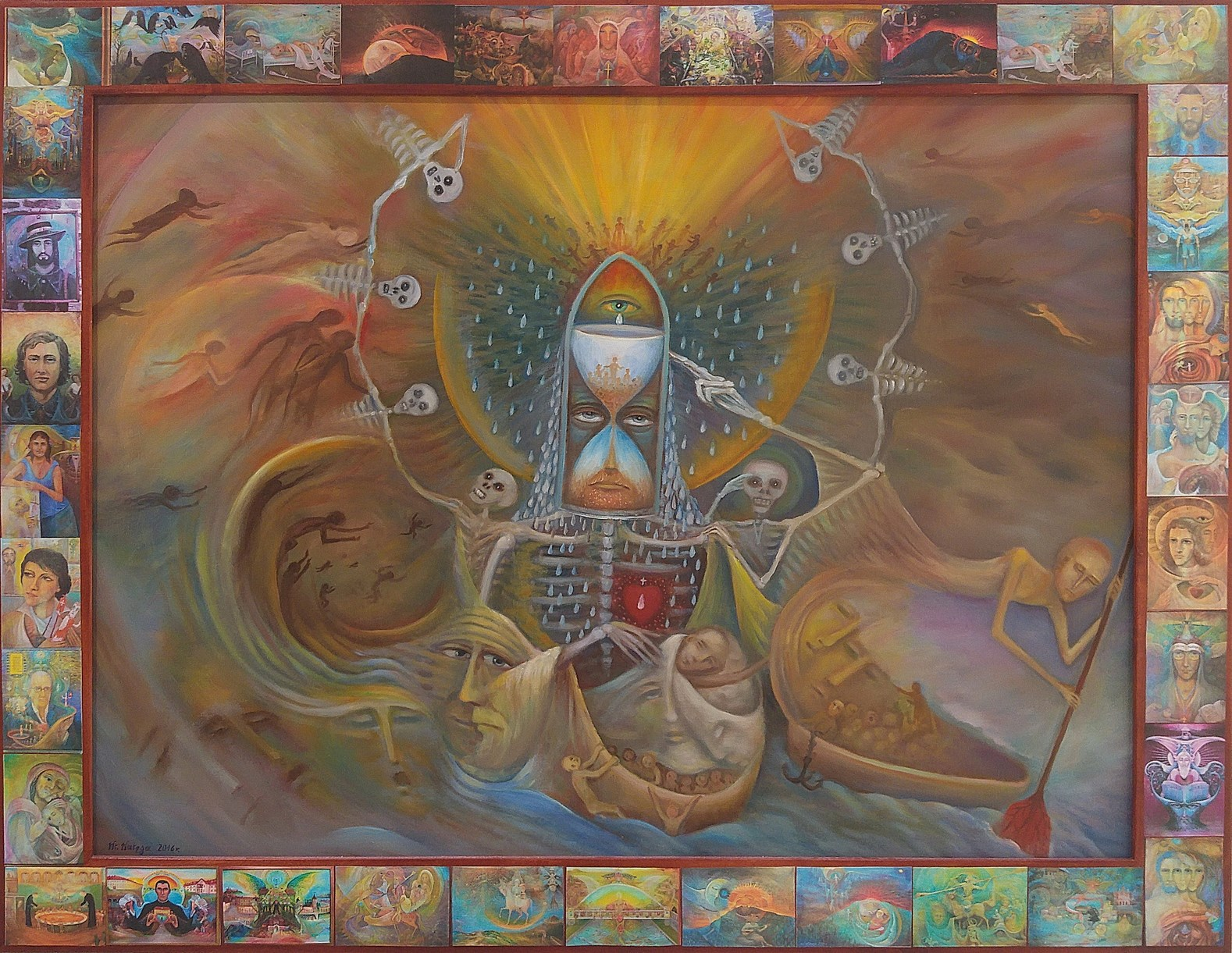
"W morzu wspomnień"